# Диармайт мак Энда
Диармайт мак Энна мак Мурхада (Diarmait, Dermot III) (умер в 1117) — король Дублина и Лейнстера из династии Уи Хеннселайг (1115—1117), сын Энны мак Мурхада.

## Биография
Диармайт был членом династии Уи Хеннселайг и сыном Энны мак Мурхады.
В 1115 году король Лейнстера Доннхад Мак Мурхада (ум. 1115) и его соправитель Конхобар Уа Конхобайр Файльге (ум. 1115), воспользовавшись междоусобицей в королевстве Мунстер, выступили в поход на Дублинское королевство. Но дублинцы под предводительством Домналла Геррламкаха (ум. 1135) отразили противника. В битве погибли Доннхад Мак Мурхада и Конхобар Уа Конхобайр Файльге. В том же 1115 году после гибели своего дяди Доннхада Диармайт мак Энна занял королевский престол в Лейнстере. В том же 1115 году Диармайт Мак Энна подчинил своей власти и Дублин.
В 1117 году Диармайт мак Энна скончался в Дублине. После его смерти Домналл Геррламках отвоевал дублинский престол, а Энна Мак Мурхада (ум. 1126), двоюродный брат Диармайта, был избран новым королём Лейнстера (1117—1126).